# Gualiquin
Gualiquin es una localidad peruana ubicada en el distrito de Huarmaca, perteneciente a la provincia de Huancabamba del departamento de Piura, al norte del Perú. 

## Ubicación
Gualiquin se ubica al centro de la provincia de Huancabamba, en el distrito de Huarmaca, en el departamento de Piura.

## Demografía
En 2017 Gualiquin tenía una población de 45 habitantes.
| Gráfica de evolución demográfica de Gualiquin entre 1993 y 2017 |
|                                                                 |
| Fuentes: Población 1993 y 2017                                  |